# Passiflora vescoi
Passiflora vescoi är en passionsblomsväxtart som beskrevs av D.Rignon och L.Rignon. Passiflora vescoi ingår i släktet passionsblommor, och familjen passionsblomsväxter. Inga underarter finns listade i Catalogue of Life.